# 메트로폴
메트로폴(프랑스어: Métropole)은 프랑스의 지역 행정 단체로, 여러 코뮌이 모여 협력하고 자체 지방세를 부과할 권리를 지니는 기관이다. 프랑스의 통합 지자체 가운데 하나에 속하며, 도시 공동체 (Communauté urbaine), 복합공동체 (Communauté d'agglomération), 코뮌 공동체 (Communauté de communes)보다 상위급에 해당되는 프랑스에서 가장 큰 통합 행정단체이다. 2014년 1월 관련법 시행에 따라 신설되었다.
2019년 7월 기준으로 메트로폴의 수는 총 20개, 특급 메트로폴은 총 2개가 설치되어 있으며 모두 프랑스 본토에 위치해 있다. 리옹 광역시는 이름은 메트로폴이지만, 지역공동체가 아니라 영토 집합체 (collectivité territoriale)의 지위를 지닌다.

## 메트로폴 목록
| 이름                              | 시청 소재지  | 신설연도 | 코뮌 수 | 인구 (2019년) |
| --------------------------------- | ------------ | -------- | ------- | ------------- |
| 보르도 메트로폴                   | 보르도       | 2015     | 28      | 814,049       |
| 브레스트 메트로폴                 | 브레스트     | 2015     | 8       | 211,156       |
| 클레르몽 오베르뉴 메트로폴        | 클레르몽페랑 | 2018     | 21      | 296,180       |
| 디종 메트로폴                     | 디종         | 2017     | 24      | 255,127       |
| 그르노블알프 메트로폴             | 그르노블     | 2015     | 49      | 446,612       |
| 메트로폴 외로펜 드 릴             | 릴           | 2015     | 90      | 1,179,050     |
| 메스 메트로폴                     | 메스         | 2018     | 44      | 224,863       |
| 몽펠리에 메디테라네 메트로폴      | 몽펠리에     | 2015     | 31      | 491,417       |
| 메트로폴 뒤 그랑 낭시             | 낭시         | 2016     | 20      | 257,915       |
| 낭트 메트로폴                     | 낭트         | 2015     | 24      | 665,204       |
| 메트로폴 니스 코트다쥐르          | 니스         | 2011     | 49      | 550,498       |
| 오를레앙 메르토폴                 | 오를레앙     | 2017     | 22      | 288,229       |
| 렌 메트로폴                       | 렌           | 2015     | 43      | 457,416       |
| 메트로폴 루앙 노르망디            | 루앙         | 2015     | 71      | 494,299       |
| 생테티엔 메트로폴                 | 생테티엔     | 2018     | 53      | 405,479       |
| 외로메트로폴 드 스트라스부르      | 스트라스부르 | 2015     | 33      | 505,272       |
| 메트로폴 툴롱 프로방스 메디테라네 | 툴롱         | 2018     | 12      | 443,229       |
| 툴루즈 메트로폴                   | 툴루즈       | 2015     | 37      | 796,203       |
| 투르 메트로폴 발드루아르          | 투르         | 2017     | 22      | 296,074       |
| 특급 메트로폴                     |              |          |         |               |
| 엑스마르세유프로방스              | 마르세유     | 2016     | 92      | 1,898,561     |
| 그랑 파리                         | 파리         | 2016     | 131     |               |